# 黄肉蜜柚
黄肉蜜柚是2009年在福建省平和县琯溪蜜柚园中发现的蜜柚，果肉为脐橙色。
2009年发现的“新品种”黄肉蜜柚是平和继红肉蜜柚之后又一个致富果，黄肉蜜柚种植技术和管理跟别的品种蜜柚一样 。
黄肉蜜柚秉承琯溪蜜柚白肉蜜柚果大皮薄，瓤肉无籽，多汁柔软，不留残渣，清甜微酸，味道永携的优良特点外，更即有色泽鲜艳，美丽诱人的特征。
黄肉蜜柚还没有通过国家新品种认定委员会认定。
植物新品种认定是一项复杂繁琐的工程，需要新品种具备特异性、繁殖的后代除可预见的变异外其特征特性需具备一致性、稳定性。目前只有红肉蜜柚通过国家新品种认定委员会认定，品种权号：CN20050515.7，其他所谓“新品种”还有待专家进一步考究。

## 特征特性
生物学特征：幼树较直立，成年树半开张，树冠半圆头形；除冬梢外，各次梢均能成为结果母枝，但以春梢为主要结果母枝。采用大苗定植，第二年可见花，第三年即可挂果，株产可达15公斤以上，第五、六年后进入盛产，每666.7㎡产量可达5000公斤左右。成年树年施肥3～4次。以产量50公斤左右/株,氮为0.9公斤，平衡施肥比例: 氮:磷:钾:钙:镁=1:0.5:1:1.1:0.4，分采果肥（冬肥），采果前后7～10天内施完，占全年施肥量的40～60%；发芽肥（春肥），1月底前后施，占全年施肥量的15～25%；壮果肥（夏秋肥），一般在停止生理落果后、秋梢萌发前10～15天施用，占全年施肥量的20～40%。 
水分管理: 枝梢生长期、花芽分化期（3～5月）、果实生长发育期（7～10月）必须适时灌水，保持土壤湿润，灌水量达到田间最大持水量的60～70%。灌水的方法采取沟灌、浇灌、喷灌、滴灌等均可。
适种区域：该品种适宜在琯溪蜜柚种植区种植（柑桔适应区域一般可种植，但冬季最低气温不能低于零下８度），山地及排水条件较好地区较为适宜。

## 花芽分化
黄肉蜜柚花芽一般在采果前9月下旬开始进行生理分化，采果后（11-12月）进入形状分化。冬季适当低温和干旱有利于花芽分化，温湿度条件的变化或人为处理会影响花芽分化期，从而出现早花或迟花。
黄肉蜜柚花芽分化是在树体营养生长和生殖生长达到相对平稳，外界适宜低温和干旱条件影响下进行。生长旺盛的结果树必须采取控水肥，控梢的办法。以抑制营养生长：结合断根，拉枝，适当环割、环剥、环扎，以提高细胞液浓度,减缓树体生长势促进花芽分化。